# Striodentalium concretum
Striodentalium concretum är en blötdjursart som först beskrevs av Colman 1958.  Striodentalium concretum ingår i släktet Striodentalium och familjen Dentaliidae. Inga underarter finns listade i Catalogue of Life.